# 酒吧競猜

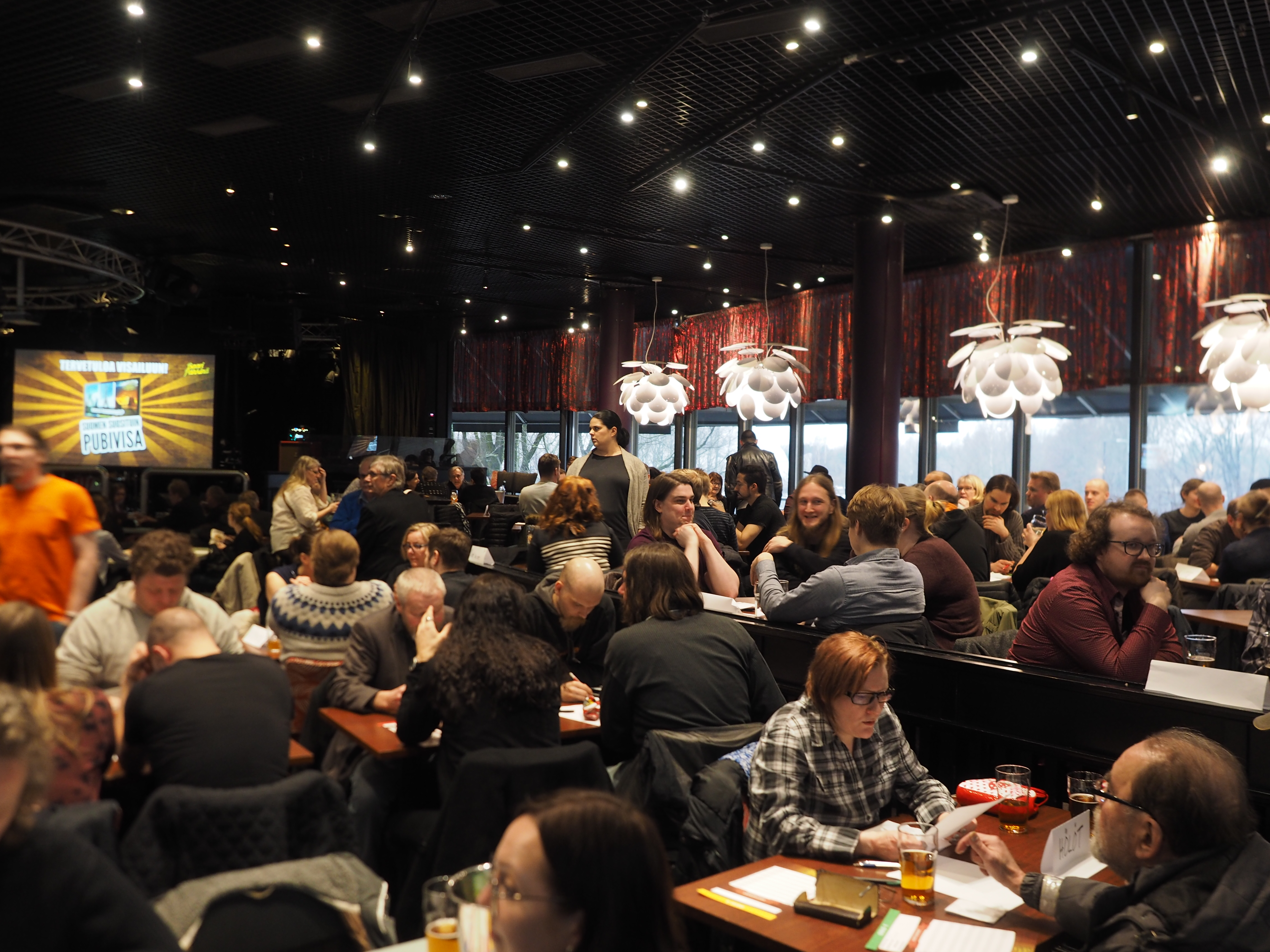
芬蘭2019年酒吧競猜錦標賽

酒吧競猜（pub quiz）是一種在英式酒吧或酒吧流行的競猜，又稱「競猜之夜」（quiz nights）、雜學之夜（trivia nights）、酒吧雜學（bar trivia）。酒吧競猜由Burns and Porter Pub始創於1970年代的英國，現在已經是英國文化的一部分。英國每年舉辦全英酒吧競猜挑戰賽。在歐洲大陸，酒吧競猜是愛爾蘭式酒吧的主要活動之一，通常以英語舉辦。